# 佩雷莫日內 (瓦西里夫卡市鎮)
47°25′55″N 35°31′43″E / 47.43194°N 35.52861°E
佩雷莫日內（烏克蘭語：Переможне）是位於烏克蘭東南部的村莊，由扎波羅熱州瓦西里夫卡區的瓦西里夫卡市鎮負責管轄。該村始建於1945年，面積8.41平方公里，海拔高度94米，2001年人口189，人口密度每平方公里22.5人。